# Поличбата 666
„Поличбата 666“ (на английски: The Omen 666) е римейк на първата част от трилогията филми „Поличбата“ (1976 г.) с режисьор Ричард Донър.

## Сюжет
Внимание:  Текстът по-долу разкрива сюжета на произведението (или части от него)!
Мнозина вярват в пророчества предвещаващи тъмно бъдеще за човечеството. Поличбите са навсякъде около нас – терористични атаки, резки промени във времето, природни катаклизми. Но числото 666 предвещава появата на най-ужасното бедствие от всички – с него е белязан Антихристът. Получил цялата сила на Сатаната, някой ден той ще слезе на земята и ще доведе до края на света.
Робърт Торн не е и чувал за тези мрачни предсказания. Животът му се върти около неспособността на съпругата му, Катрин, да му дари дете и той не знае как да ѝ съобщи, че поредният опит да създадат потомство е завършил трагично с мъртвородено дете. Неочаквано свещеникът на болницата му предлага изход от ситуацията – да представи за свое момченце родено същата вечер, чиято майка е починала по време на раждането. Робърт се съгласява, но решава да не казва на съпругата си. Така двамата кръщават детето Деймиън и го отглеждат като свое.
След пет години обаче странни неща започват да се случват около малкото момче – бавачката му се обесва на рождения му ден, странен свещеник сипе предупреждения за тайнствено зло, а опитът на Робърт и Катрин да заведат Деймиън на църква завършва с трагичен инцидент довел до смъртта на много хора.
С това нещастията не спират да се трупат и Робърт – всички около него, включително и съпругата му Катрин загиват при странни обстоятелства.
По-късно Робърт се запознава с мистериозен фотограф, който му помага да разкрие тайната на сина си, така той разбира, че Деймиън не е обикновено дете. Той дори не предполага, че синът му е самият Антихрист.
Така Робърт отива при свещеник в Йерусалим, който му дава оръжие срещу антихриста – няколко свещени ножа, с които Робърт трябва да отнеме живота на „сина си“. Готов да го направи в църквата в своя град, бива убит от полицията.

## Актьорски състав
| Актьор                  | Роля                                        |
| ----------------------- | ------------------------------------------- |
| Лийв Шрайбър            | Робърт Торн – посланик на САЩ               |
| Джулия Стайлс           | Катрин Торн – съпругата на Робърт Торн      |
| Дейвид Тюлис            | Кийт Дженингс – фотограф                    |
| Шеймъс Дейви-Фицпатрик  | Деймиън Торн – осиновен син на Робърт Торн  |
| Мия Фароу               | Мисис Уила Бейлок – детегледачка на Деймиън |
| Пийт Посълуейт          | свещеник Бренан                             |
| Джовани Ломбардо Радиче | свещеник Спилето                            |
| Майкъл Гамбън           | Карл Бугенхаген – учен-демонолог            |
| Предраг Белач           | свещеник от Ватиканската обсерватория       |
| Харви Спенсър Стивънс   | репортер                                    |

## Интересна информация
Премиерата на филма се състои на 06.06.2006 заради трите шестици, които заедно образуват числото 666 – символ на Сатаната.